# Rue Fernand Séverin
Pour les articles homonymes, voir Fernand et Séverin.
La rue Fernand Séverin (en néerlandais : Fernand Séverinstraat) est une rue bruxelloise de la commune de Schaerbeek qui va du square François Riga à la rue du Tilleul en passant par la rue de la Bruyère, la rue Gustave Huberti, la rue Grégoire Leroy, la rue Van Droogenbroeck et la rue Charles Meert.

## Histoire et description
La rue porte le nom d'un poète belge d’expression française, Fernand Séverin, né à Grand-Manil le 4 février 1876 et décédé à Gand le 4 septembre 1931.
La numérotation des habitations va de 1 à 87 pour le côté impair et de 2 à 84 pour le côté pair.

## Adresses notables
- nos 53-63 : Immeubles du Foyer Schaerbeekois
- nos 78-84 : Immeubles du Foyer Schaerbeekois
- nos 83-87 : Immeubles du Foyer Schaerbeekois